# Wenceslao López Martínez
Francisco Wenceslao López Martínez, más conocido como Wenchy (Oviedo, 29 de octubre de 1947), es un político español. Pertenece a la  Federación Socialista Asturiana, en la cual ostentó varios cargos internos. Fue alcalde de Oviedo desde el 13 de junio de 2015 hasta el 15 de junio de 2019, y, desde esa fecha hasta el 17 de junio de 2023, concejal en el Ayuntamiento de Oviedo. Fue también concejal entre 1979 y 1983.

## Biografía
Criado en la colonia de Guillén Lafuerza, obtuvo el título de profesor mercantil en 1970, en la Universidad de Oviedo, y la licenciatura de Económicas en 1973 en la Universidad de Santiago de Compostela. Finalmente, estudió los cursos de doctorado en Inteligencia Artificial por la Universidad de Oviedo. Es profesor jubilado de la misma universidad, en la que ha impartido clases en Empresariales, Económicas y en la Escuela de Ingeniería Informática de Oviedo durante más de 35 años. Desarrolló también su carrera profesional en paralelo en la empresa privada como contable y como arquitecto de sistemas.

## Vida política
Fue concejal y portavoz del PSOE en la corporación municipal de Oviedo de la legislatura 1979-1983. Otros cargos que ha ostentado son el de miembro de la Comisión de Control de UGT y miembro del Patronato de la Fundación Asturias, desde su creación.
Dentro del partido socialista ha desarrollado los siguientes cargos: Responsable de Política Municipal de la Agrupación Municipal Socialista Ovetense (AMSO) en 1978, secretario de Estudios y Programas de la Federación Socialista Asturiana (FSA) en 1982, secretario de Política Municipal de la FSA en el periodo 1984-1987, secretario general de la AMSO entre 1991 y 1992, y de nuevo desde 2012.
En febrero de 2015 fue nombrado cabeza de lista de la candidatura presentada por el PSOE a la alcaldía de Oviedo. En las elecciones municipales de 2015 obtuvo 5 escaños de los 27 que componen el pleno del Ayuntamiento, con el apoyo de 19.385 votos. Pese a ser la tercera fuerza más votada en esas elecciones logró ser nombrado alcalde con el apoyo de Somos Oviedo e Izquierda Unida tras un acuerdo de última hora.
Como alcalde de Oviedo, ostentó una vicepresidencia del Patronato Princesa de Asturias.
En las elecciones municipales de 2019 al no poder lograr la mayoría, perdió la alcaldía debido a un pacto de PP y Ciudadanos. Le sucedió Alfredo Canteli. Fue entonces  el jefe de oposición y portavoz del PSOE desde su cargo de concejal en el Ayuntamiento de Oviedo en aquella legislatura. De cara a las elecciones municipales de 2023 fue sustituido como candidato a la alcaldía por Carlos Fernández Llaneza y no apareció en la lista electoral.